# Canton de Marseille-Belsunce
Pour les articles homonymes, voir Belsunce.
Le canton de Marseille Belsunce est une ancienne division administrative française située dans le département des Bouches-du-Rhône, dans l'arrondissement de Marseille. Ancien canton de Marseille I

## Composition
Le canton de Marseille-Belsunce se composait d’une fraction de la commune de Marseille. Il comptait 28 724 habitants (population municipale) au 1er janvier 2012.
| Nom                                      | Code Insee | Intercommunalité                   | Population (dernière pop. légale)                |
| ---------------------------------------- | ---------- | ---------------------------------- | ------------------------------------------------ |
| Marseille 1er Arrondissement (chef-lieu) | 13055      | Métropole d'Aix-Marseille-Provence | Fraction : 18 676(2012) Commune : 862 211 (2016) |

Quartiers de Marseille inclus dans le canton (parties des 1er et 7e arrondissements) :
- Belsunce
- Noailles
- Opéra
- Le Pharo
- Vieux Port
- Saint-Victor
- Thiers

## Représentation

### Conseillers généraux de 1833 à 1871 (canton de Marseille-Nord intra muros)
| Période                                  | Période      | Identité                           | Étiquette   | Qualité                                                                                 |
| ---------------------------------------- | ------------ | ---------------------------------- | ----------- | --------------------------------------------------------------------------------------- |
| 1833                                     | 1848         | Henri Salavy (1779-1852)           |             | Négociant à Marseille                                                                   |
| 1848                                     | 1850 (décès) | Jean-Baptiste Nègre                |             | Avocat, maire de Marseille en 1849                                                      |
| 1850                                     | 1852         | Elisée Baux (1796-1865)            |             | Négociant, maire de Marseille (avril-octobre 1848)                                      |
| 1852                                     | 1870         | Joseph Grandval                    |             | Industriel et négociant du sucre Président du Conseil de prud'hommes de Marseille       |
| 1870                                     | 1871         | Jean-Baptiste Brochier (1829-1886) | Républicain | Employé aux chemins de fer vicinaux puis ingénieur civil Maire de Marseille (1881-1884) |
| Les données manquantes sont à compléter. |              |                                    |             |                                                                                         |

### Conseillers généraux de 1871 à 2015 (canton de Marseille-I puis de Marseille-Belsunce)
| Période                                  | Période          | Identité                                         | Étiquette                | Qualité |
| ---------------------------------------- | ---------------- | ------------------------------------------------ | ------------------------ | --- |
| 1871                                     | 1871 (démission) | Charles Cartoux                                  |                          | Agent commercial des chemins de fer du Midi |
| 1871                                     | 1886             | Charles Mattéi                                   | Républicain              | Avocat à Aix Conseiller municipal de Marseille |
| 1886                                     | 1907             | Nicolas Estier (1855-1932)                       | Rad.                     | Avocat à Marseille Président du Conseil Général (1893-1894) Ancien conseiller général du Canton de Marseille-3                                                    |
| 1907                                     | 1919             | Jean-Baptiste Amable Chanot                      | Républicain Progressiste | Avocat Député (1910-1914) Président du Conseil Général (1898-1899) Maire de Marseille (1902-1908 et 1912-1914) Ancien conseiller général du Canton de Marseille-3 |
| 1919                                     | 1925             | Henri Tasso                                      | SFIO                     | Employé puis petit industriel Conseiller municipal de Marseille (1919-1925) Député (1924-1938)                                                                    |
| 1925                                     | 1940             | Frédéric Corbani (1875-1946)                     | SFIO                     | Employé Président du Conseil Général (1927-1928 et 1935-1936) |
|                                          |                  |                                                  |                          | |
| 1945                                     | 1962 (décès)     | Gaston Tourenc (1889-1962)                       | SFIO                     | Directeur d'école professionnelle commerciale Conseiller municipal de Marseille (1935-1940)                                                                       |
| 17 mars 1963                             | 2008             | Fortuné Sportiello (1929-2018)                   | SFIO puis PS             | Employé administratif,adjoint au maire de Marseille |
| 2008                                     | 2015             | Josette Sportiello-Bertrand (fille du précédent) | PS                       | Conseillère municipale de Marseille (2001 → 2020) Élue en 2015 dans le canton de Marseille-3                                                                      |
| Les données manquantes sont à compléter. |                  |                                                  |                          | |

### Conseillers d'arrondissement du canton de Marseille-Nord intra muros (de 1833 à 1871)
| Période                                  | Période      | Identité                               | Étiquette | Qualité                        |
| ---------------------------------------- | ------------ | -------------------------------------- | --------- | ------------------------------ |
| 1833                                     | 1847 (décès) | Benoit Mathieu Louis Burel (1804-1847) |           | Avocat au barreau de Marseille |
| Les données manquantes sont à compléter. |              |                                        |           |                                |

### Conseillers d'arrondissement du canton de Marseille-I (de 1871 à 1940)
| Période                                  | Période | Identité                     | Étiquette   | Qualité |
| ---------------------------------------- | ------- | ---------------------------- | ----------- | --- |
|                                          |         |                              |             | |
| 1871                                     |         | Louis Durbec                 |             | Propriétaire rue d'Aix, gérant de débit de tabac                                                             |
|                                          |         |                              |             | |
| 1889                                     | 1895    | Guillaume Bonnet             | Républicain | Premier adjoint au maire de Marseille                                                                        |
| 1895                                     | 1898    | Julien Roche                 |             | |
| 1898                                     | 1910    | Henri Bayle                  | Socialiste  | Représentant, Président du Conseil d'arrondissement                                                          |
| 1910                                     | 1919    | Joseph Valentin              |             | Industriel au Marché des Capucins                                                                            |
| 1919                                     | 1925    | Frédéric Corbani             | SFIO        | Employé, Président du Conseil d'arrondissement                                                               |
| 1925                                     | 1928    | Xavier Corsetti              | URD         | Administrateur du bureau de bienfaisance                                                                     |
| 1928                                     | 1934    | Charles Ciro                 | SFIO        | Ouvrier maçon                                                                                                |
| 1934                                     | 1940    | Charles Pasquini (1874-1940) | SFIO        | Garçon puis maître d’hôtel navigant, conseiller municipal de Marseille Président du Conseil d'arrondissement |
| 1940                                     |         |                              |             | Les conseils d'arrondissement ont été suspendus par la loi du 12 octobre 1940 et n'ont jamais été réactivés  |
| Les données manquantes sont à compléter. |         |                              |             | |

## Deux photos du canton
|  |  |

## Démographie
| 1982 | 1990   | 1999   | 2006   | 2011   | 2012   |
| ---- | ------ | ------ | ------ | ------ | ------ |
| -    | 10 219 | 10 129 | 30 600 | 28 706 | 28 724 |